# Zignoëlla pachyspora
Zignoëlla pachyspora är en svampart som beskrevs av Sacc., E. Bommer & M. Rousseau 1891. Zignoëlla pachyspora ingår i släktet Zignoëlla och familjen Chaetosphaeriaceae.   Inga underarter finns listade i Catalogue of Life.